# Lipsko
Lipsko is een stad in het Poolse woiwodschap Mazovië, gelegen in de powiat Lipski. De oppervlakte bedraagt 15,7 km², het inwonertal 5895 (2005).